# Menemerus pilosus
Menemerus pilosus är en spindelart som beskrevs av Wesolowska 1999. Menemerus pilosus ingår i släktet Menemerus och familjen hoppspindlar. Inga underarter finns listade i Catalogue of Life.